# Rodheim (Oberickelsheim)
Rodheim (fränkisch: Roudi) ist ein Gemeindeteil der Gemeinde Oberickelsheim im Landkreis Neustadt an der Aisch-Bad Windsheim (Mittelfranken, Bayern). Die Birkenmühle zählt zum Gemeindeteil Rodheim. Die Gemarkung Rodheim hat eine Fläche von 7,748 km². Sie ist in 559 Flurstücke aufgeteilt, die eine durchschnittliche Fläche von 13860,22 m² haben.

## Geographie

### Topographie
Das Kirchdorf liegt am Leitenbach, einem rechten Zufluss der Gollach. Die umgebende Landschaft ist leicht hügelig und besteht ganz überwiegend aus Ackerflächen. Die Kreisstraße NEA 50 führt nach Oberickelsheim zur Bundesstraße 13 (1,6 km nördlich) bzw. nach Gollachostheim (2,3 km südlich). Die Kreisstraße NEA 45/KT 52 führt die B 13 kreuzend nach Herrnberchtheim (4,1 km östlich). Gemeindeverbindungsstraßen führen nach Gülchsheim (3,5 km westlich) und nach Lipprichhausen (2 km südwestlich).

### Dorfanlage
Rodheim war – wie Welbhausen – ein rein michelsbergisches Klosterdorf. Westlich der Kirche lag der – später in zwei Teile geteilte – große Klosterhof, der eine enorme Getreidepacht nach Bamberg bzw. auf den Michelsberger Getreidespeicher in Ochsenfurt abzuliefern hatte. Rodheim besaß eine Ortsbefestigung mit Hecke und Graben sowie zwei Torhäusern.

## Geschichte
Die – mögliche – Entstehung dieses Ortes mit der typisch fränkischen Endsilbe „-heim“ aus einem Fronhof wird in die Zeit der ersten fränkischen Landnahme im 7. Jahrhundert angesetzt. Nach der 742 durch Bonifatius erfolgten Gründung des Bistums Würzburg erlangte angeblich der Würzburger Bischof die Ortsherrschaft, was allerdings quellenmäßig nicht überliefert, sondern bloße Spekulation ist. Die Kirche erhielt zunächst den Apostel Petrus als Patron, zu einem unbekannten Zeitpunkt im Spätmittelalter oder in der frühen Neuzeit wechselte das Patronat zum heiligen Kilian. Bereits vor dem Jahr 1000 gehörte der Fronhofverband Rodheim der 769 durch den Mainzer Bischof Lullus gegründeten bedeutenden benediktinischen Reichsabtei Hersfeld.
„Rodeheim“ (= Heim bei der Rodung) wurde am 5. Februar 1015 anlässlich eines Tausches zwischen Kaiser Heinrich II. und dem Kloster Hersfeld unter Abt Arnold (1012–1031) urkundlich erwähnt. Kaiser Heinrich der Heilige stattete mit den bis dahin Hersfelder Höfen Rodheim, Welbhausen, Schnackenwerth und Wonfurt das seit 1007 bestehende Bistum Bamberg unter dem Bischof Eberhard I. aus. „Rodeheim“ kam 1017 in den Besitz des zwei Jahre zuvor gegründeten bischöflichen Eigenklosters Michaelsberg in Bamberg.
Die Dorfherrschaft lag beim Kloster, das sie durch adelige Vögte ausüben ließ. Im 13. und 14. Jahrhundert waren das die Herren von Hohenlohe, dann die Truchsesse von Baldersheim, die in Aub saßen. Unter den Truchsessen wurde Rodheim um die Mitte des 16. Jahrhunderts evangelisch, obwohl es weiter ein Michelsberger Klosterdorf war.
Neben der Kirche entstand im Ort eine kleine Marienwallfahrtskapelle an der Gülchsheimer Straße, deren bauliche Anfänge angeblich in das 14. oder 15. Jahrhundert zurückreichen (Gottfried Engert). Urkundliche Belege gibt es allerdings nicht. Sie dürfte, falls es überhaupt eine Wallfahrt gab, nur lokale Bedeutung gehabt haben und wurde im 18. Jahrhundert neu errichtet bzw. überhaupt erst gebaut. Vorher wurde sie nicht erwähnt. Heute befindet sie sich im Freilandmuseum in Bad Windsheim.
Der Turm der mittelalterlichen Rodheimer Kirche wurde kurz vor 1600 im Julius-Echter-Stil mit dessen bekanntem extrem spitzen Turmhelm aufgestockt bzw. neu gebaut. Aus vorreformatorischer Zeit stammt die Pietadarstellung Brunnengasse 4 (um 1450).
Der Würzburger Bischof Julius Echter von Mespelbrunn betrieb eine energische Gegenreformation und zwang die Protestanten in seinem Machtbereich, wieder katholisch zu werden oder auszuwandern. Dies geschah auch in Rodheim, das der Bischof kurz nach 1600 nach dem Aussterben der Truchsess von Baldersheim als erledigtes Lehen eingezogen hatte. Unter seiner Herrschaft wurde auch Rodheim mit seiner Pfarrei wieder katholisch. Zahlreiche private Hausfiguren (Pietas oder Marien mit dem Kinde) und Bildstöcke zeugen von der starken Volksfrömmigkeit im katholischen Rodheim, das von evangelischen Nachbarn umgeben war. An der Torstraße 1 hängt ein Relief der Marienkrönung. Am Hirtenbach 1 befinden sich zwei Heiligenfiguren, in der Brunnengasse steht ein Kruzifix. Die Brücke über den Leitenbach ziert eine Sandsteinfigur des heiligen Johannes Nepomuk von 1723.
Noch unter Bischof Julius Echter von Mespelbrunn wurden Kirche (Abschluss des Neubaus des ursprünglich romanischen Turms 1592) und Pfarrhaus (1614) ausgebaut. Aus dem 17. Jahrhundert hat sich außerhalb von Kirche und Kapelle allerdings nur der Bildstock in der Heerstraße (vor Nr. 11) erhalten. Hausfiguren und Bildstöcke sind besonders aus den 1720er Jahren vorhanden, als auch die Brückfigur geschaffen wurde.
1781 wurde das Langhaus der Kirche mit Halbwalmdach und Polygonalchor nach Plänen von Maurermeister Meyer errichtet, ein Sakristeianbau mit Pultdach erfolgte um 1800. Bereits in den Jahren 1781 und 82 schuf der seit 1759 in Würzburg nachweisbare Maler Franz Andreas Thalheimer die Deckengemälde der Kirche mit Motiven aus dem Leben des heiligen Kilian. Den Hochaltar, die beiden Seitenaltäre und die Kanzel fertigte im Stil des Spätrokoko der Würzburger Hofbildhauer Johann Peter Wagner.
Der Dachreiter der Marienkapelle trägt die Jahreszahl 1798. Im Jahre 1861 wurde sie ausweislich einer Giebelinschrift („M.D. Kämmerer 1861“) nach Süden hin erweitert. Heute befindet sie sich im Bad Windsheimer Freilandmuseum.
Der Frieden von Lunéville 1801 brachte die Aufhebung der geistlichen Fürstentümer. Nach dem Tode des letzten Würzburger Fürstbischofs Georg Karl von Fechenbach kam die Pfarrei Rodheim 1808 zum Bistum Bamberg, welches in dieser durch Napoleon geprägten Zeit von einer Sedisvakanz bis 1812 betroffen war. Erster für Rodheim zuständiger Bamberger Apostolischer Vikar wurde Adam Friedrich Groß zu Trockau (bis 1818), erster Bamberger Erzbischof Joseph von Stubenberg (bis 1824).
Mit dem Gemeindeedikt (frühes 19. Jahrhundert) wurde Rodheim dem Steuerdistrikt Gollachostheim zugeordnet. Wenig später entstand die Ruralgemeinde Rodheim. Sie war in Verwaltung und Gerichtsbarkeit dem Landgericht Uffenheim zugeordnet und in der Finanzverwaltung dem Rentamt Uffenheim (1919 in Finanzamt Uffenheim umbenannt). Ab 1862 war das Bezirksamt Uffenheim für die Verwaltung der Gemeinde zuständig (1939 in Landkreis Uffenheim umbenannt). Die Gerichtsbarkeit blieb beim Landgericht Uffenheim (1879 in Amtsgericht Uffenheim umbenannt), seit 1973 ist das Amtsgericht Neustadt an der Aisch zuständig. Die Gemeinde hatte 1964 eine Gebietsfläche von 7,728 km².
Als rein katholisches Dorf inmitten des sonst evangelischen Uffenheimer Gaus war Rodheim im Dritten Reich relativ immun gegen die verbrecherische Ideologie des Nationalsozialismus. 1945 wurde der Ort durch den Beschuss der US Army stark beschädigt. Auch das schöne Fachwerkrathaus aus der Zeit um 1600 brannte damals ab.
Am 1. Januar 1976 wurde Rodheim im Zuge der Gebietsreform in Bayern nach Oberickelsheim eingegliedert.

### Baudenkmäler
Gemäß der Bayerischen Denkmalliste Rodheim gibt es 17 Baudenkmäler:
- Katholische Pfarrkirche St. Kilian mit Kirchhofmauer
- ehemaliges Pfarrhaus
- Brücke über den Leitenbach
- 9 Bildstöcke, 4 Hausfiguren und 1 Kruzifix

ehemaliges Baudenkmal
2010 wurde die Marienkapelle Rodheim in das Freilandmuseum Bad Windsheim transportiert, da es der damaligen Besitzerfamilie nicht gelang, einen Interessenverein oder eine Fördergemeinschaft zu deren Erhalt ins Leben zu rufen.

### Bodendenkmäler
In der Gemarkung Rodheim gibt es vier Bodendenkmäler.

### Einwohnerentwicklung
| Jahr      | 1818  | 1840   | 1852   | 1855   | 1861   | 1867   | 1871   | 1875   | 1880   | 1885   | 1890   | 1895   | 1900   | 1905   | 1910   | 1919   | 1925   | 1933   | 1939   | 1946   | 1950   | 1952   | 1961   | 1970   | 1987   | 2014  |
| Einwohner | 242   | 306    | 310    | 313    | 301    | 291    | 276    | 282    | 302    | 319    | 316    | 331    | 328    | 314    | 303    | 278    | 293    | 292    | 275    | 370    | 341    | 350    | 278    | 237    | 212    | 203   |
| Häuser    | 58    | 57     |        |        |        |        | 60     |        |        | 62     | 65     |        | 62     |        |        |        | 57     |        |        |        | 47     |        | 57     |        | 60     |       |
| Quelle    | [ 9 ] | [ 18 ] | [ 19 ] | [ 19 ] | [ 20 ] | [ 21 ] | [ 22 ] | [ 23 ] | [ 24 ] | [ 25 ] | [ 26 ] | [ 19 ] | [ 27 ] | [ 19 ] | [ 28 ] | [ 19 ] | [ 29 ] | [ 19 ] | [ 19 ] | [ 19 ] | [ 30 ] | [ 19 ] | [ 11 ] | [ 31 ] | [ 32 ] | [ 2 ] |

## Religion
Der Ort ist Sitz der römisch-katholischen Pfarrei St. Kilan. Die Einwohner evangelisch-lutherischer Konfession ist nach St. Markus (Oberickelsheim) gepfarrt.